# Tillie's Punctured Romance
Tillie's Punctured Romance (Aventuras de Tillie: El romance de Charlot) es un largometraje estadounidense dirigido por Mack Sennett y con Charles Chaplin, Marie Dressler y Mabel Normand como actores principales. Se basa en la obra teatral Tillie's Nightmare (La pesadilla de Tillie), de Alfred Baldwin Sloane (1872 - 1925) y Edward Smith. Su representación había sido uno de los grandes éxitos de Marie Dressler en escena. 
La película fue estrenado el 14 de noviembre de 1914. Se trata de la primera película rodada por los Estudios Keystone y la Christie Film Company.

## Sinopsis
Chaplin conoce a Tillie (representada por Marie Dressler) en el campo y después de ver al padre de Tillie sacando un gran rollo de billetes para sus empleados, la convence de escaparse con él a la ciudad. Allí Charlot, de común acuerdo con su antigua novia (Mabel Normand), emborracha a Tillie, le sacan el dinero y escapan, mientras Tillie termina en la cárcel. 
Más adelante, Charlot lee que Tillie ha heredado tres millones de dólares de un tío. Charlot deja a su novia y consigue que Tillie lo acepte y se casen. Mientras dan una gran fiesta en la mansión del tío, Tillie encuentra a su esposo con su antigua novia y comienza a dispararles. Es entonces cuando el tío, que en realidad no había muerto, regresa. Los tres huyen de la policía hasta el muelle y Tillie termina en el agua. Finalmente, las dos mujeres se dan cuenta de que son demasiado buenas para Charlot, lo dejan y quedan como amigas.

## Reparto
- Marie Dressler - Tillie Banks
- Mabel Normand - Mabel, novia de Charlot
- Charles Chaplin - Charlot
- Mack Swain - John Banks, padre de Tillie
- Chester Conklin - Sr. Whoozis
- Phyllis Allen	 ... 	Enfermera Jefe de la Prisión /Dueña del Restaurante (no acreditada)
- Billie Bennett	... 	Mucama/Invitada a la fiesta (no acreditada)

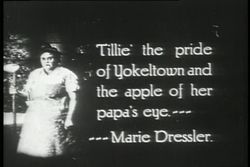
Descripción del personaje de Marie Dressler.

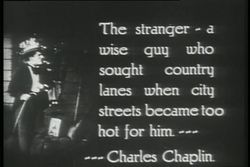
Descripción del personaje de Chaplin.

- Joe Bordeaux (sin acreditar)	... 	Policía
- Glen Cavender (sin acreditar)	... 	Primer pianist en el restaurante
- Charley Chase (sin acreditar)	... 	Detective en el cine
- Dixie Chene (sin acreditar)	... 	Invitado
- Nick Cogley (sin acreditar)	... 	Sargento de policía
- Alice Davenport (sin acreditar)	... 	Invitada
- Minta Durfee	... (sin acreditar) 	Novia del ladrón en "A Thief's Fate"
- Ted Edwards (sin acreditar)	... 	Camarero
- Gordon Griffith (sin acreditar)	... 	Repartidor de periódicos
- William Hauber (sin acreditar)	... 	Mucamo/Policía
- Fred Hibbard (sin acreditar)	... 	Mucamo
- Alice Howell (sin acreditar)	... 	Invitado
- Edgar Kennedy (sin acreditar)	... 	Dueño del restaurante/Mayordomo
- Grover Ligon (sin acreditar)	... 	Policía
- Wallace MacDonald (sin acreditar)	... 	Policía
- Hank Mann (sin acreditar)	... 	Policía
- Gene Marsh (sin acreditar)	... 	Mucama/Camarera
- Harry McCoy (sin acreditar)	... 	Segundo pianista en el restaurante/Pianista en el teatro/Mucamo
- Charles Murray (sin acreditar)	... 	Detective en 'A Thief's Fate'
- Frank Opperman (sin acreditar)	... 	Reverendo D. Simpson
- Fritz Schade (sin acreditar)	... 	Camarero/Cliente
- Al St. John (sin acreditar)	... 	Policía
- Slim Summerville (sin acreditar)	... 	Policía
- A. Edward Sutherland (sin acreditar)	... 	Policía
- Morgan Wallace (sin acreditar)	... 	Ladrón en la película dentro de la película

## Crítica
Es el primer largometraje protagonizado por Chaplin y también el primero hecho en los Estados Unidos, un poco anterior a El nacimiento de una nación, de Griffith. 
Aunque en esta película tiene el mismo bigote que en otras anteriores, el personaje que protagoniza Chaplin varía totalmente. Es grosero, arrogante, violento y deshonesto. Hay abundancia de golpes, caídas y corridas, así como una película A Thief's Fate cuya trama se corresponde con el despojo que hicieron Charlot y su novia, y que se ve dentro de la película. 
La acción languideciente y la dispersión de la trama son un recordatorio de que en esta película Chaplin se limitó a la actuación sin intervenir en la dirección. 

## Carrera de Tillie
Marie Dressler representó el papel de Tillie en otras dos películas: Tillie's Tomato Surprise (1915) y Tillie Wakes Up (1917), aunque en esta última cambió el apellido de Tillie. Su carrera se paralizó por completo al final de los años 20, y parecía terminada, pero retornó con más fuerza que nunca entre 1930 y 1933 y se convirtió en la actriz más popular, por encima de Greta Garbo y Joan Crawford. 
Marie Dressler pasó a ser la principal estrella de la MGM con dos películas con el actor Wallace Beery: Min and Bill (1930), por la cual ganó un premio de la Academia de Hollywood, y Tugboat Annie (1933).
Al año siguiente murió de cáncer. Diez años antes había titulado su autobiografía como The Life Story of an Ugly Duckling La historia de un patito feo.

## La versión de 1928
Otra película llamada Tillie's Punctured Romance El punzante romance de Tillie fue rodada en 1929 con la actuación de W. C. Fields como un director de circo pero ya que tiena el mismo nombre difiere totalmente. 